# 沉香树
沉香又可稱沉香樹（學名：Aquilaria malaccensis），屬於瑞香科沉香屬下的一種，分布於孟加拉、不丹、印度、印尼、寮國、馬來西亞、緬甸、菲律賓、新加坡、泰國及香港，沉香目前受到失去棲息地的威脅，與土沉香（Aquilaria sinensis）親緣甚近，但不完全相同，由於土沉香產量少，故亦以土沉香較為矜貴，但野生的沉香採收風險大，危險性也大，產量小無法供應市場，所以現在都是人工培植較多。
沉香的價值，一為中藥藥引，二為製香，若無法食用且香味不沈穩，都屬較無價值及無法增值的人工商品。

## 用途
沉香主要是沉香木的主要來源，樹脂帶有香氣，常被用於香水及香料。

## 類似品種
- 土沉香（Aquilaria sinensis）又名牙香樹、白木香

## 外部連結
- 白木香 （页面存档备份，存于） 藥用植物圖像數據庫 (香港浸會大學中醫藥學院) （中文）（英文）
- 沉香 中藥材圖像數據庫  (香港浸會大學中醫藥學院) （中文）（英文）
- 沉香Chen Xiang （页面存档备份，存于）中藥標本數據庫（香港浸會大學中醫藥學院）（繁體中文）（英文）
- 進口沉香Jin Kuo Chen Xiang （页面存档备份，存于）中藥標本數據庫（香港浸會大學中醫藥學院）（繁體中文）（英文）
- 沉香 （页面存档备份，存于） 中藥方劑圖像數據庫